# 篱栏网
篱栏网（学名：Merremia hederacea）是旋花科鱼黄草属的植物。分布在马来西亚、泰国、斯里兰卡、越南、印度、澳大利亚、马斯克林群岛、热带非洲、加罗林群岛、缅甸、台湾岛以及中国大陆的广东、云南、江西、广西等地，生长于海拔130米至760米的地区，一般生于灌丛和路旁草丛，目前尚未由人工引种栽培。

## 别名
广西百仔、梨头网、篱网藤、蛤仔藤（广西） 茉栾藤（云南热带亚热带植物区系研究报告） 小花山猪菜（海南植物志） 金花茉栾藤（广州植物志） 鱼黄草（中国高等植物图鉴）、卵葉姬旋花、卵葉菜欒藤